# Eberhard Friedrich Bruck
Eberhard Friedrich Bruck (geboren am 15. November 1877 in Breslau; gestorben am 13. Oktober 1960 auf der Insel Reichenau) war ein deutscher Rechtshistoriker. 

## Leben
Eberhard Friedrich Bruck wurde geboren als ältester Sohn von Felix Friedrich Bruck, Geheimer Justizrat und Professor für Strafrecht an der Universität Breslau. Seine Großeltern waren jüdischer Abstammung, aber seine Eltern, möglicherweise auch schon die Großeltern, waren zum Protestantismus übergetreten. 1898 legte er seine Reifeprüfung am Gymnasium in Breslau ab. Er studierte anschließend an den Universitäten in München, Breslau und Berlin. 1901 legte er sein Referendarexamen in Breslau ab. Ebenfalls in Breslau promovierte er 1904. 
Ab 1904 arbeitete Bruck in Breslau als Gerichtsassessor. 1909 wurde er an der Universität Breslau habilitiert. 1914 wurde er als außerordentlicher Professor an die Universität Genf berufen. Unter anderem in Saarbrücken war er während des Ersten Weltkriegs Kriegsgerichtsrat. 1916 kehrte er als Professor zurück nach Breslau, wo er 1920 zum ordentlichen Professor befördert wurde. 1929 wurde er Professor für Römisches und bürgerliches Recht an der Universität Frankfurt am Main. Seine Lehrtätigkeit zum römischen Recht war geprägt vom Verständnis dieses Gebiets als allgemeine Kulturgeschichte, in der theologische, sozialhistorische und politische Hintergründe des Rechtslebens beleuchtet wurden. Davon legen Werke wie Totenteil und Seelgerät im griechischen Recht (1926) und später Kirchenväter und soziales Erbrecht Zeugnis ab (1956). 1932 wechselte an die Universität Bonn, wo er Nachfolger von Fritz Schulz wurde.
Als jüdischer Hochschullehrer war er vom 1933 erlassenen Gesetz zur Wiederherstellung des Berufsbeamtentums betroffen und wurde 1936 als Professor emeritiert. 1939 floh er in die USA, wo er an der Harvard University arbeitete. 1952 wurde er endgültig emeritiert und kehrte zurück nach Deutschland.
Bruck hatte die Tochter des Fabrikanten Otto Jentzsch geheiratet. Das Paar hatte zwei Kinder, von denen eines Architekt in den Vereinigten Staaten wurde. Eberhard Friedrich Bruck war der Bruder des Wirtschaftswissenschaftlers Werner Friedrich Bruck.